# Nyitrai Fejedelemség

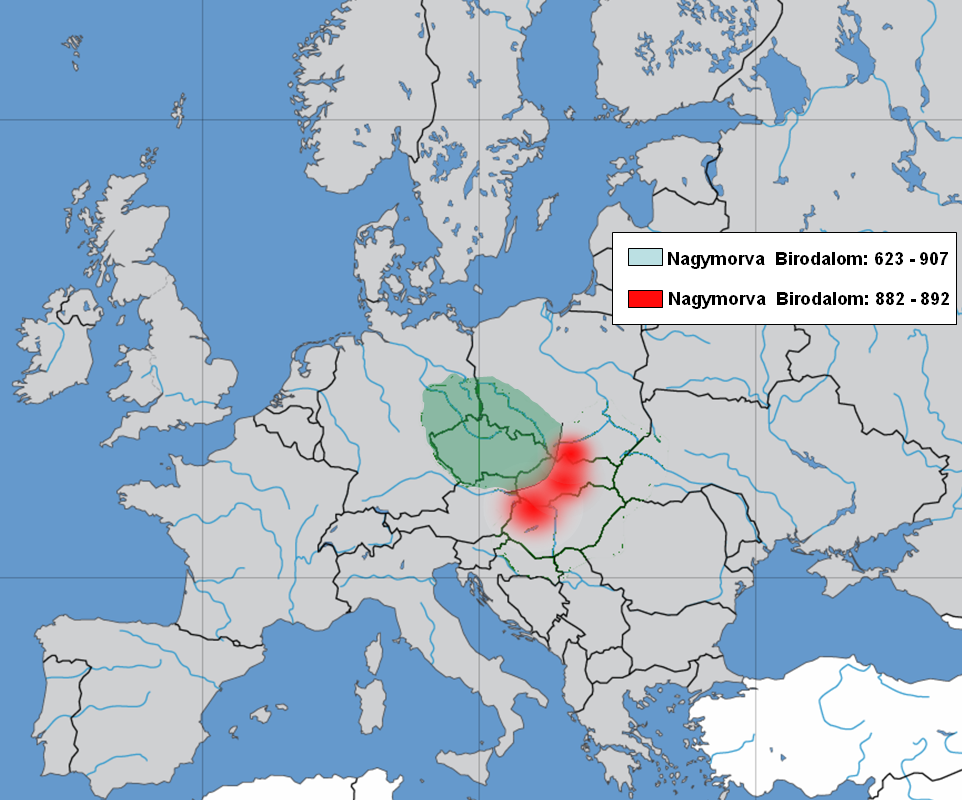
A Morva Fejedelemség a 9. század második felében

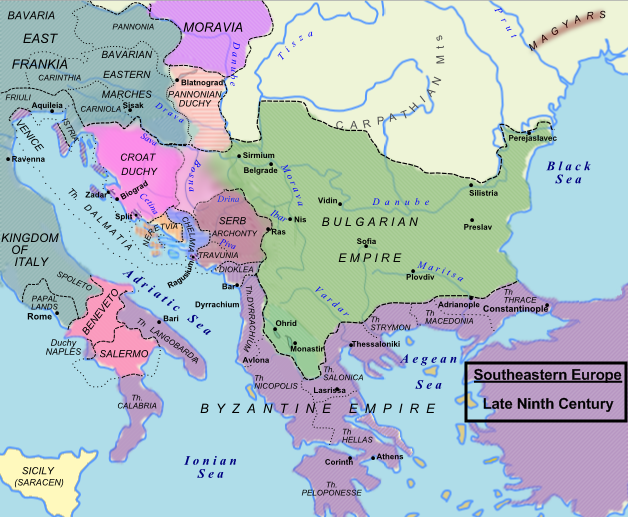
A Balkán államai 850 körül

A Nyitrai Fejedelemség a mai Szlovákia középső részén elhelyezkedő szláv állam volt kb. 825-833 között. Bár területe ezt követően Nagymorávia része lett, a nyitrai hercegek a 9. század második felében ismét nagy hatalomra tettek szert, mint a birodalom részfejedelmei. Később a honfoglaló magyar hadak dúlták fel a morva központokat és így a magyar fejedelemség, később pedig a királyság része lett. Nyitra később a királyságon belül vármegyeszékhely és a dukátus egyik központja lett, amely a 12. században szűnt meg.

## Története
Az Avar Kaganátus megszűnése (796–803) után a Duna jobb partja a Rábáig a Passaui Püspökség, a Rába–Duna–Dráva háromszög a Salzburgi Érsekség, a Duna bal partján az Elbától a Garamig húzódó terület a Regensburgi Püspökség hatáskörébe került, mint megtérítendő terület. A Morva Fejedelemség, a váltakozva frank és morva függés alatt álló cseh területek és a Nyitrai Fejedelemség így Regensburgé lett. Közös vonás volt ezeken a területeken Regensburg védőszentjének, Szent Emmerámnak a tisztelete. Pribina (Priwina), nyitrai fejedelem, hogy a még pogány Mojmir morva fejedelem fenyegetése ellen megszerezze a frankok támogatását, Nyitrán templomot emeltetett Szent Emmeram tiszteletére, bár a felszentelést Adalram salzburgi érsek végezte.

### Történeti és régészeti problémák
A köztudatban élő elképzelés szerint 833-ban I. Mojmír morva fejedelem elűzte Pribinát, majd a nyitrai területet a Morva Fejedelemséghez csatolva létrehozta a ma Nagymorávia néven emlegetett államot. A rendelkezésünkre álló kevés forrás azonban nem feltétlenül igazolja a fenti álláspontot: elképzelhető, hogy nem Pribina, hanem Mojmír volt a nyitrai fejedelemség első vezetője, sőt a források Pribina szláv származásáról sem szólnak. A Conversio 10. kaputja mindössze ennyit tud a múltjáról: „quidam Priwina exulatus a Moimaro duce Maravorum supra Danubium venit at Radbodum.”
További kérdés a nyitrai fejedelemség lokalizációja, akárcsak az, hogy azonosítható-e a mai Nyitra a Karoling-kori településsel (826 Nitrava, 880 Nitra, 1111/1113 Nitra, Nitria stb.). Hasonló probléma, hogy a  825–833 közötti periódus rövidsége miatt nehéz megtalálni a korszak régészeti anyagát, miközben többen is felhívták a figyelmet az avar továbbélésre, többek között a Nyugat-Felvidék vonatkozásában is.

## Nyitrai fejedelmek listája
- Pribina, kb. 825-833
- Rasztiszláv 833–846–? (846-tól morva fejedelem)
- Szvatopluk 867-894, (871-től morva fejedelem)
- II. Szvatopluk (894-899 vagy 906)